# Pont du Diable (Bouriatie)
Le pont du Diable, en russe : Чёртов мост (БАМ) est un pont ferroviaire de Bouriatie situé sur la ligne Magistrale Baïkal-Amour (BAM). Il permet à la ligne de franchir la vallée de la rivière Itykit.

## Caractéristiques

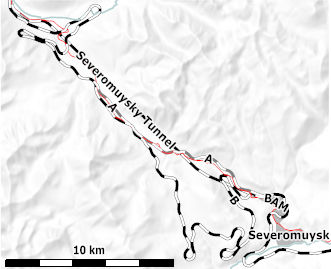
Carte avec le tunnel et le controunement.
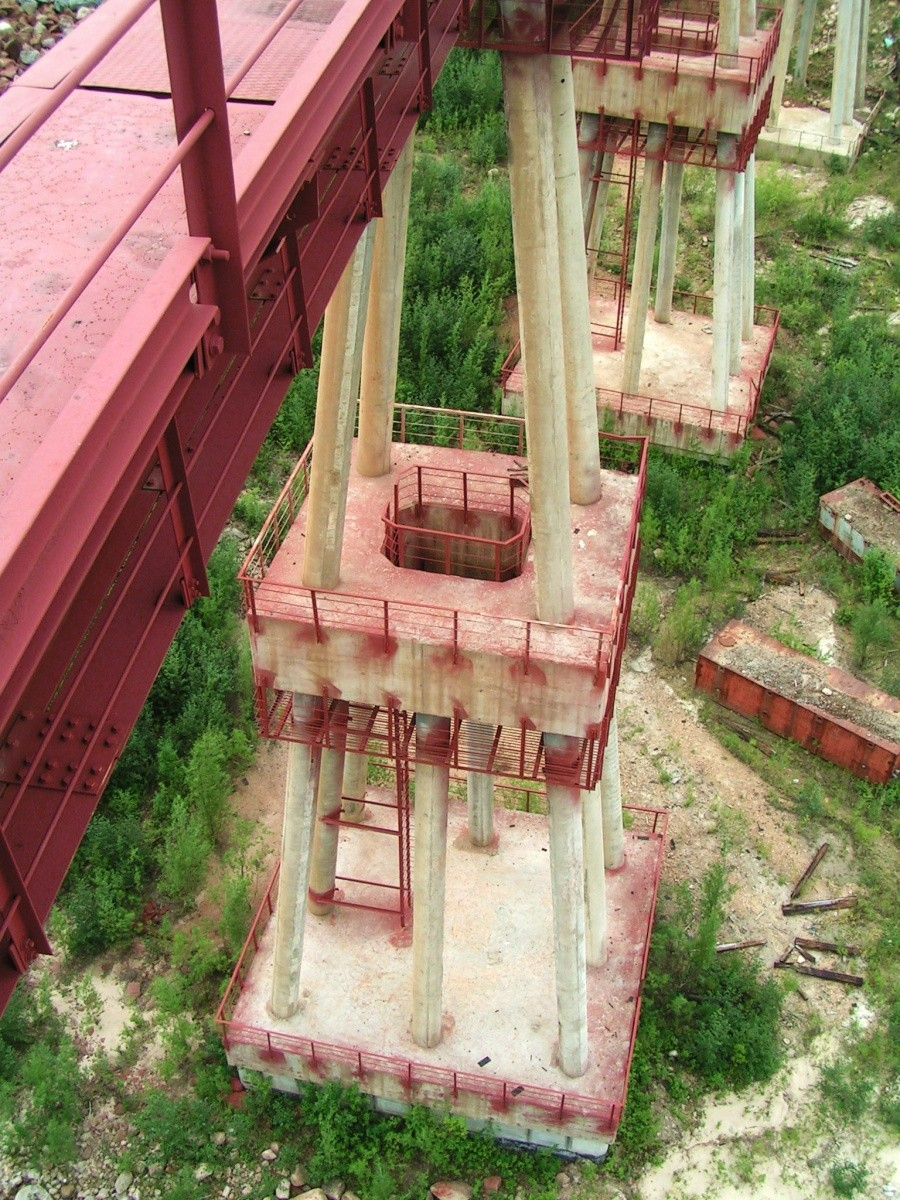
Détail
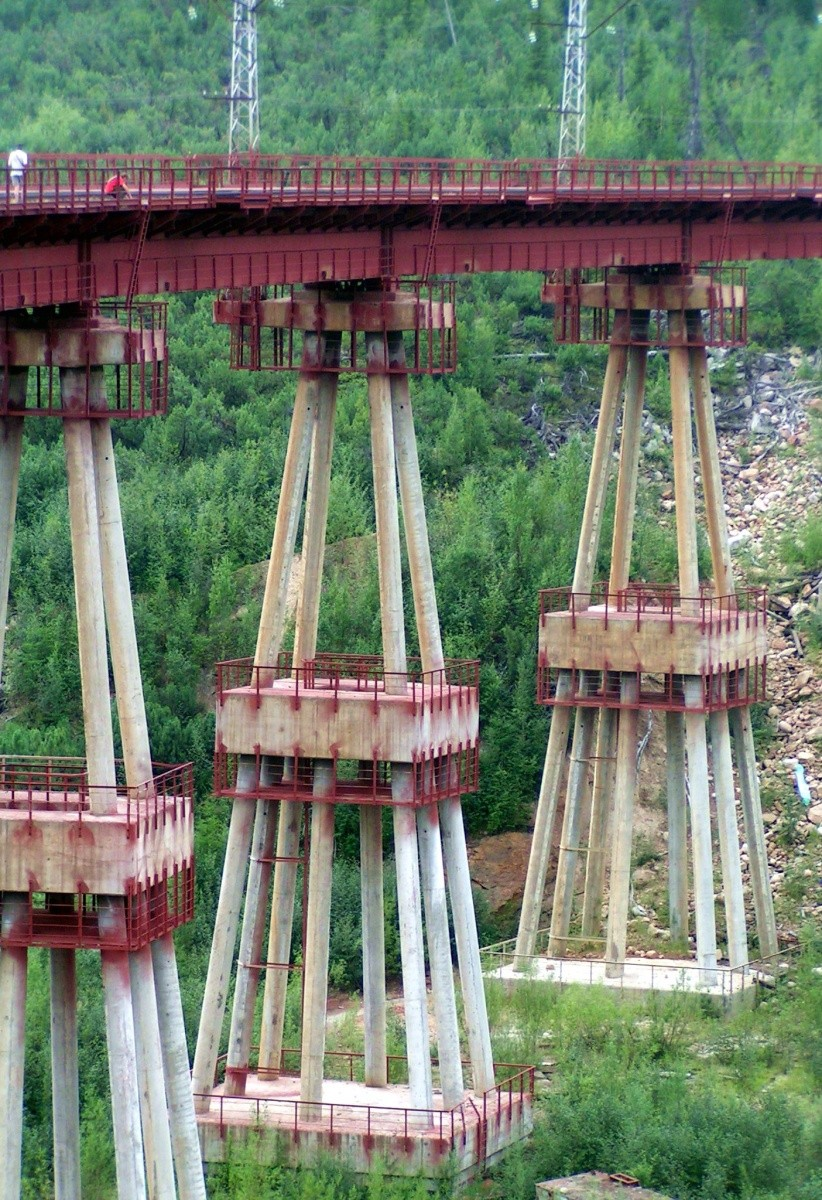
de pilles.

## Histoire
Construit en 1986 et mis en service en 1989 comme parcours subsidiaire pendant la construction du Tunnel de Severomouïsk.
Après avoir fait exploser un train, le 30 novembre 2023, dans le tunnel de Severomouïsk, obligeant les trains russes à emprunter un itinéraire alternatif, en passant par le pont du Diable, le SBU affirme avoir fait exploser un autre train de carburant, sur la ligne de chemin de fer Baïkal-Amour le 1er décembre 2023 sur le pont,.